# حزقيال كارلوس جيوردانو
حزقيال كارلوس جيوردانو (بالإسبانية: Juan Carlos Giordano)‏ هو ناشط ومحامي وسياسي أرجنتيني، ولد في 1962 في الأرجنتين. انتخب عضو مجلس النواب في الأرجنتين عن دائرة بوينس آيرس (6 ديسمبر 2016 – 9 ديسمبر 2017).